# Ludwik Chodźko
Ludwik Chodźko herbu Kościesza – marszałek zawilejski, poseł oszmiański na sejm grodzieński (1793), protestował przeciwko zawarciu traktatów rozbiorowych, członek konfederacji grodzieńskiej 1793 roku.
Sędzia sądu sejmowego sejmu grodzieńskiego 1793 roku ze stanu rycerskiego.